# Hōjō Tokiyori
Hōjō Tokiyori (北条时頼, , 29 de junho de 1227 - 24 de dezembro de 1263) foi o quinto Shikken (regente) do Shogunato Kamakura da História do Japão. Filho de Hōjō Tokiuji e de uma filha de Adachi Kagemori .
Tokiyori se tornou Shikken depois da morte de seu irmão Tsunetoki. Logo após a sucessão, esmagou um golpe tramado pelo ex-Shōgun Kujō Yoritsune . No ano seguinte, deixou Adachi Kagemori destruir o poderoso Clã Miura na Batalha de Hochi. Reconheceu a grande sabedoria do irmão  de seu avô Hōjō Shigetoki em Kyoto e o nomeou como Rensho. Em 1252, ele substituiu o Shōgun Kujō Yoritsugu pelo Príncipe Munetaka. Tokiyori solidificou com sucesso a base de poder .
Tokiyori foi elogiado por sua boa administração. Trabalhou em reformas, escrevendo vários regulamentos. Reduziu serviço dos vassalos na guarda de Kyoto. Empenhou-se para solucionar as crescentes disputas de terra de seus vassalos. Em 1249 criou o sistema jurídico do Hikitsuke ou Tribunal Superior .
Em 1252, ele começou a fazer reuniões políticas privadas em sua residência em vez de discutir com o Hyōjō (评定), o Conselho do Shogunato. Em 1256, quando se tornou Bhikkhu (monge budista), transferiu o cargo de Shikken para Hōjō Nagatoki, filho de Shigetoki e o cargo de Tokuso (o chefe do Clã Hōjō) para seu próprio filho Tokimune . Tokiyori continuou a governar de fato, sem qualquer posição oficial. Este é considerado o início da Ditadura Tokuso .
Há uma série de lendas sobre as viagens incógnitas de Tokiyori pelo Japão para inspecionar as condições reais e melhorar a vida das pessoas. Morreu em 1263.